# Nowe Wicko
Nowe Wicko – część wsi Wicko w Polsce, położony w województwie pomorskim, w powiecie lęborskim, w gminie Wicko. Wchodzi w skład sołectwa Wicko.
W latach 1975–1998 Nowe Wicko administracyjnie należało do województwa słupskiego.